# Accord commercial luso-britannique de 1810
 (mai 2022).
Si vous disposez d'ouvrages ou d'articles de référence ou si vous connaissez des sites web de qualité traitant du thème abordé ici, merci de compléter l'article en donnant les références utiles à sa vérifiabilité et en les liant à la section « Notes et références ».

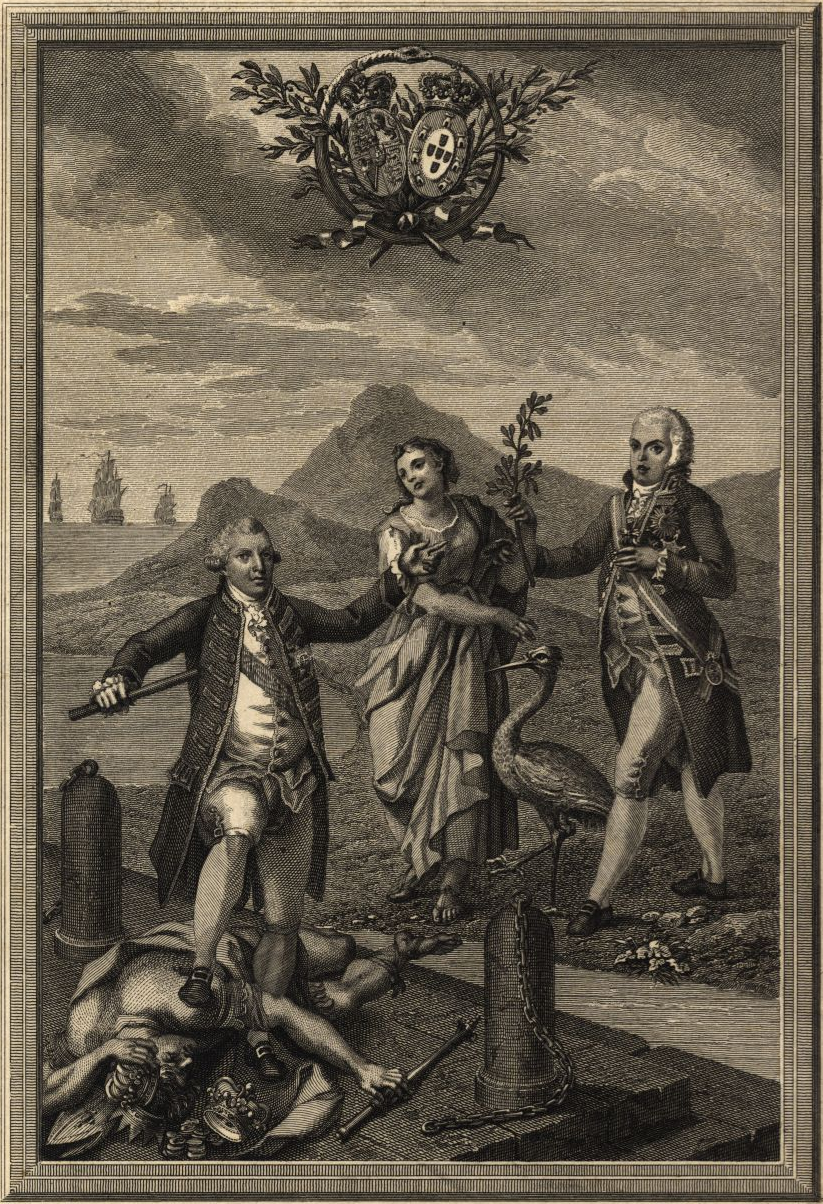
Gravure allégorique imprimée à l'époque du traité de 1810 représentant George III de Grande-Bretagne et d'Irlande et le prince régent du Portugal, le futur Jean VI.

L’Accord commercial luso-britannique de 1810, connu en anglais sous le nom de Strangford Treaty, est un traité commercial signé entre le Royaume-Uni et la colonie portugaise du Brésil en 1810. Très avantageux pour la Grande-Bretagne, il permet aux marchandises anglaises d'inonder le marché brésilien, longtemps isolé par l'exclusif colonial portugais.  
Après l'invasion du Portugal par les troupes françaises en 1807, la cour lusitanienne quitte Lisbonne pour Rio de Janeiro et le régent Jean de Portugal ouvre le Brésil au commerce international. Protecteurs traditionnels des Portugais, les Britanniques profitent de cette évolution pour s'imposer sur le marché brésilien et obtenir des avantages plus importants que les autres nations étrangères.
Négocié par le diplomate Percy Smythe, 6e vicomte Strangford, l'accord commercial signé en 1810 doit expirer en 1825. Il reste toutefois en vigueur jusqu'en 1844. Il permet aux marchandises britanniques de n'être taxées qu'à hauteur de 15 % au lieu des 25 % prévus pour les autres nations. Il favorise par ailleurs l'installation de négociants britanniques au Brésil, tout en interdisant les exportations de tabac et de sucre brésilien en Grande-Bretagne.